# Milagro en Milán
Milagro en Milán (Miracolo A Milano) es una película de fantasía italiana dirigida por Vittorio de Sica en 1951 y se considera una de las películas emblemáticas del neorrealismo italiano junto a sus precursoras Ladri di biciclette (Ladrón de bicicletas) y Umberto D.
El guion - una alegoría fantástica sobre la pobreza y la injusticia social - es de Suso Cecchi D'Amico, y está basado en la novela Totò il buono (1943), de Cesare Zavattini.
La célebre actriz Emma Gramatica participa en un breve papel.

## Premios
Premios del Círculo de Críticos de Cine de Nueva York
| Categoría                           | Resultado |
| ----------------------------------- | --------- |
| Mejor película en lengua extranjera | Ganadora  |

Palma de Oro en el Festival de Cannes (según Filmaffinity)